# Einar Ralf
Einar Christian Ralf (* 24. Juli 1888 in Vrigstad; † 27. September 1971 in Stockholm) war ein schwedischer Opernsänger (Tenor), Komponist, Dirigent und Arrangeur. 

## Leben
Ralf wurde 1921 Kantor an der Katharinenkirche in Stockholm; von 1940 bis 1954 dozierte er Chorleitung und Gesang an der dortigen Musikhochschule. Als Chorleiter dirigierte Ralf den Universitätschor Stockholms Studentsångare (1917–1967) und den Rundfunkchor Stockholm (1939–1952), wo Eric Ericson sein Nachfolger war. 1937 wurde er an die Königlich Schwedische Musikakademie berufen und erhielt 1960 die Ehrendoktorwürde für Philosophie an der Universität Stockholm.
Zu Ralfs bekanntesten Werken gehören Vertonungen schwedischer Übersetzungen aus den Carmina Burana.
Seine Brüder waren die Opernsänger Oscar Ralf (1881–1964) und Torsten Ralf (1901–1954).